# 龙泉镇 (拜泉县)
龙泉镇，是中华人民共和国黑龙江省齐齐哈尔市拜泉县下辖的一个乡镇级行政单位。

## 行政区划
龙泉镇下辖以下地区：
卫星村、仁义村、群富村、民意村、龙泉村、朝阳村、凡荣村、新发村、富裕村、群众村、光辉村、新兴村、富民村和同乐村。